# 团结乡 (沧源县)
团结乡是云南省沧源佤族自治县已撤销的一个乡，乡人民政府原驻团结大寨。在2005年撤销，行政区域并入岩帅镇。

## 地理
团结乡位于沧源佤族自治县东部，北面和东面被小黑江所隔与耿马、双江相望，南接岩帅镇，西邻勐省镇。总面积234.127平方公里，乡人民政府驻地团结大寨距离沧源县城96千米。公刀格龙牙山脉、东米山的主峰位于团结乡境内。南部建有团结水库，属小（一）型蓄水工程，坝高27米，库容128万立方米，于1972年5月建成。214国道经过乡境东部的小黑江西岸，不过沿途并无重要聚落。

## 建制沿革
1973年，团结公社从岩帅公社划出，因驻岩帅大寨而得名。1984年改为团结区，1988年改置为乡。2005年被撤销，行政区域并入岩帅镇。

## 行政区划
2005年，团结乡辖有11个村委会，101个村民小组，73个自然村。11个村委会是：团结村、班驮村、昔勒村、东米村、安拐村、安海村、贺科村、赛弄村、公曼村、班奈村、坝岭村。

## 人口与经济
2005年团结乡共有3,833户、15,327人，其中佤族有13,508人，占总人口的88.13%，拉祜族1,807人，占11.79%，其他民族12人，占0.08%。
团结乡的经济以农业为主，优势产业主要有茶叶和甘蔗。2005年共有茶厂8公顷，年产113.8吨；甘蔗田面积814.6公顷，年产量29,233吨；油料作物面积108.33公顷，年产73.7吨。

## 资料来源
1. 1 2  沧源佤族自治县地方志编撰委员会. . 昆明: 云南民族出版社. 1998年12月: 41. ISBN 7-5367-1498-X.
2. ↑  . www.xzqh.org. 行政区划网. 2010-06-03  [2017-12-14]. （原始内容存档于2018-01-10）.
3. 1 2  沧源佤族自治县概况编写组、修订委员会. . 北京: 民族出版社. 2007年11月: 38. ISBN 978-7-105-08553-8.